# Dabas
Dabas là một thành phố thuộc hạt Pest, Hungary. Thành phố này có diện tích 165,99 km², dân số năm 2010 là 16777 người, mật độ 101 người/km².